# Persona: Trinity Soul
Persona: Trinity Soul (яп. ペルソナ 〜トリニティ・ソウル〜 Пэрусона ~Торинити Со:ру~) — японский аниме-сериал студии A-1 Pictures, основанный на игре Shin Megami Tensei: Persona 3. Премьерная трансляция проходила с января по июнь 2008 года.
Согласно официальному фанбуку Persona 3 Portable, Trinity Soul разворачивается в альтернативном мире серии.

## Сюжет
Действие сериала разворачивается примерно через 10 лет после завершения событий игры. В городе Аянаги полиция расследует случаи, где жертв буквально выворачивает наизнанку. Два брата — Син и Дзюн Кандзато — возвращаются в город, чтобы встретиться со своим старшим братом Рё, сейчас служащим начальником полиции города. Они не виделись уже 10 лет.
Таинственные инциденты в городе по слухам связаны с секретным тестированием, проводившимся под присмотром Кэйсукэ Камацубары, пытавшимся найти всех владельцев Персон и вычислить самых сильных из них, пока проект не был расформирован.

## Главные герои
Син Кандзато (яп. 神郷慎 Кандзато Син)
Сэйю: Нобухико Окамото
Рё Кандзато (яп. 神郷諒 Кандзато Рё:)
Сэйю: Такэхито Коясу
Дзюн Кандзато (яп. 神郷洵 Кандзато Дзюн)
Сэйю: Миюки Савасиро

## Критика
Аниме-сериал получил неоднозначную оценку критиков. Так Карло Сантос в своём обзоре для Anime News Network отмечал, что сюжет игры Shin Megami Tensei: Persona 3 благодаря своему сеттингу и сюжету был «идеальным кандидатом для аниме-адаптации», однако Persona: Trinity Soul, по мнению рецензента, имеет такое же отношение к оригиналу как роман «Сумерки» к «Дракуле» Брэма Стокера. Сантос объяснял это тем, что сериал лишь использует определённые тематические элементы первоисточника для развития как сверхъестественного мистического детектива, но сам колеблется между школьной драмой и описанием процессуальных действий полиции. Несмотря на наличие привлекательного визуального ряда, на взгляд Сантоса, многие поклонники оригинальной игры останутся разочарованными.
По мнению обозревателя IGN Ди Эф Смита, наиболее интересной частью сюжета Persona: Trinity Soul выступает центральная линия с участием главных героев —Дзюна, Сина и Рё, а все побочные сюжетные линии далеко не так интересны как истории второстепенных персонажей оригинала и содержать довольно скучные боевые сцены. Смит отмечал, что развитие сюжета не отличается большой оригинальностью, а также раскритиковал слабую работу мультипликаторов над дизайном персонажей и чрезмерное, на его взгляд, использование эффекта прозрачности, превращавшее сражения в «нечёткое месиво».